# Heiden (geloof)
Een heiden is iemand die geen, of in de ogen van een ander de verkeerde religie aanhangt. Dit kan een niet-gelovige zijn, een afvallige, een ketter of een aanhanger van een ander geloof.

## Definities
Een heiden is volgens de definitie in het Etymologisch woordenboek van Jan de Vries (1964):
Heiden: Algemeen Germaans woord, van heide afgeleid; reeds Gotisch kent haithnô 'heidense vrouw'. Het woord zou dus eigenlijk betekenen 'de heidebewoner', dus 'de barbaar', 'nog niet bekeerde'. Misschien afgeleid van heide 'gemene mark' en dan kan het oorspronkelijk geweest zijn 'man van de eigen geloofsgemeenschap', en dus allerminst geringschattend. Dan zou het juist een afweerwoord der 'heidenen' tegen de christenen geweest zijn.
Deze betekenis strookt met Engels pagan (Latijn paganus, dorps- of plattelandsbewoner). De officiële godsdienst wordt eerder aangetroffen in de stad, de heidense volksreligie eerder in de bossen en op het boerenland, waar de mens een eigen band met de numineuze natuur heeft gevonden en zoekt te handhaven.
Een andere mogelijke oorsprong van het woord heiden is de naam van het oorspronkelijke geloof van de bewoners van Noord-Europa: Heithni (heiðni). Deze verklaring is plausibel genoeg: ten tijde van de kerstening van Noord-Europa waren de bewoners ofwel net christen geworden ofwel nog steeds aanhangers van het oude geloof en daarom heiden. Kernbegrippen in het oude geloof waren binding met de natuur en met de voorvaderen en het bewaken van de eenheid en solidariteit binnen de gemeenschap; het mechanisme daarbij was het weggeven van bezit. Onder invloed van het oprukkende christendom zou het begrip een negatieve betekenis hebben gekregen.

## Toepassing
Het begrip heiden wordt gebruikt:
- in religieuze zin:
  - voor hedendaagse aanhangers van voor-christelijke geloven, voornamelijk aanhangers van Ásatrú en andere Germaanse stromingen.
  - binnen het christendom voor niet-christenen, meer specifiek de groep van ongelovigen of van een totaal andere religie en cultuur waar de christelijke zending zich op richt. De protestantse theoloog K.H. Miskotte definieert heidendom als aangeboren of natuurlijke religie, als volksreligie, waarin de mens zich uitleeft. Aan de natuur moeten echter beperkingen of grenzen worden opgelegd, hetgeen gebeurt wanneer de mens zich laat gezeggen door Gods leer. Volgens sommigen zouden de zielen van deze heidenen na de dood in een voorgeborchte terechtkomen. Een soort geestelijke tijdelijke opslag van zielen totdat de hele mensheid zou zijn verlost. Voor diegene die van het christendom kennis had genomen en zich daartegen verzette of zich daarvan afscheidde werd de term ketter gebruikt. Ketters waren godslasterlijk en zouden na de dood meteen in de hel branden;
- in algemene zin:
  - vooral in vroegere tijden met een pejoratieve, dat wil zeggen ongunstige, betekenis, zoals onbeschaafd (vergelijk met het woord boer als belediging gebezigd). Tegenwoordig wordt het woord heiden zelden beledigend opgevat en is het bij sommigen zelfs verheven tot geuzennaam.

Moslims gebruiken een ander woord als zij niet-monotheïsten willen aanduiden, namelijk de term kafir die ongelovige betekent. Daarnaast worden niet-moslims verder uitgesplitst in Mensen van het Boek en hanifs.
In het Hebreeuws wordt de term goj gebruikt voor volk in het algemeen en het meervoud gojiem voor niet-joden (volkeren).

## In het christendom
In de Nederlandse vertaling van de Bijbel wordt het woord heiden zo'n 120 keer gebruikt.
In het Nieuwe Testament en in de Septuagint gebruikt men er het Griekse εθνος (ethnos) voor dat eveneens volk betekent, maar ook een enkele maal het woord βαρβαρος (barbaros) dat niet-Griek betekent.
In het vroege christendom, waarbij het christendom nog geen aparte godsdienst is, wordt met een heiden een niet-Jood bedoeld. Christenen worden onderscheiden in Joodse Christenen en heidenchristenen.

## In het Jodendom
In de Hebreeuwse Bijbel wordt het woord heidenen gebruikt als vertaling voor het Hebreeuwse gojiem, wat volkeren betekent, waarmee vaak niet-joden of niet-Israëlieten worden bedoeld, dus mensen die zich niet aan de joodse wetten (hoeven te) houden.

## Van volk naar geloof
Doordat het latere Romeinse Rijk het christendom als staatsgodsdienst aanvaardde, werden allerlei volken uit allerlei streken gedwongen zich tot het christendom te bekeren en verloor het woord heiden zijn betekenis van niet behorend bij ons volk. De betekenis niet behorend bij onze godsdienst kwam daarvoor in de plaats. Keizer Julianus trachtte de schade nog te herstellen, maar door de slecht ontwikkelde media is hij daar niet in geslaagd.
Op een enkele plaats komt het woord barbaros voor, dat de Grieken gebruikten voor alle niet-Grieken, die dus per definitie in hun ogen niet beschaafd waren en er de Griekse godsdienst niet op nahielden.
Het op de Bijbel gebaseerde christelijke onderscheid tussen christenen en niet-christenen resulteerde erin dat laatstgenoemden door christenen werden (en worden) aangeduid als heidenen. De term heiden is afkomstig van heidebewoner omdat men vooral op het platteland (bv. de heide) zichtbaar (dus uiterlijk) trouw bleef aan oudere, niet-christelijke tradities. In stedelijke omgevingen werden de bewoners eerder gekerstend, maar de heidense beleving bleef nog lange tijd onder het christelijke vernis doorleven.
De aanhangers van de oude Germaanse religies werden door de christenen als heidenen aangeduid. En ook bij latere missionaire activiteiten worden niet-christelijke volkeren heidenen genoemd.

### Heidense gebruiken
Vrijwel alle christelijke feestdagen hebben elementen die afkomstig zijn uit heidense gebruiken en feestdagen rond dezelfde tijd, zoals de versierde kerstboom en het eten van paaseieren.